# Aeroporto Internazionale di Osaka
L'Aeroporto Internazionale di Ōsaka, chiamato anche Aeroporto di Itami (伊丹空港?, Itami Kūkō) (IATA: ITM, ICAO: RJOO), è un aeroporto situato a 15 km a nord-ovest dal centro di Ōsaka, nella regione del Kansai, in Giappone.

L'aeroporto è hub per le compagnie aeree: Japan Airlines e All Nippon Airways.
Malgrado sia chiamato 'internazionale', lo scalo ospita esclusivamente voli interni, mentre lo scalo di Osaka per i voli internazionali è il Kansai International Airport, inaugurato nel 1994, struttura che a sua volta ospita voli domestici e che si trova a circa 50 km a sud del centro cittadino.
L'aeroporto di Itami si trova principalmente nel territorio del comune di Itami, altri territori comunali occupati dallo scalo sono quelli di Toyonaka e Ikeda, tutti nella prefettura di Hyōgo.

## Collegamenti
L'aeroporto è servito da una stazione della monorotaia di Ōsaka e effettuando un cambio presso la vicina stazione di Hotarugaike è possibile raggiungere il centro di Osaka con i treni delle ferrovie Hankyū. In alternativa, si può raggiungere la stazione di Senri-Chūō della monorotaia, dove si possono prendere i convogli della linea Midōsuji della metropolitana. Sono disponibili autolinee per il collegamento con varie zone di Osaka, nonché una corsa diretta per l'aeroporto del Kansai. 
È inoltre in discussione un collegamento con la città di Itami nella prefettura di Hyōgo.

## Statistiche
Questo grafico non è disponibile a causa di un problema tecnico.
Si prega di non rimuoverlo.
Vedi la query Wikidata di origine.